# 懸賞牌

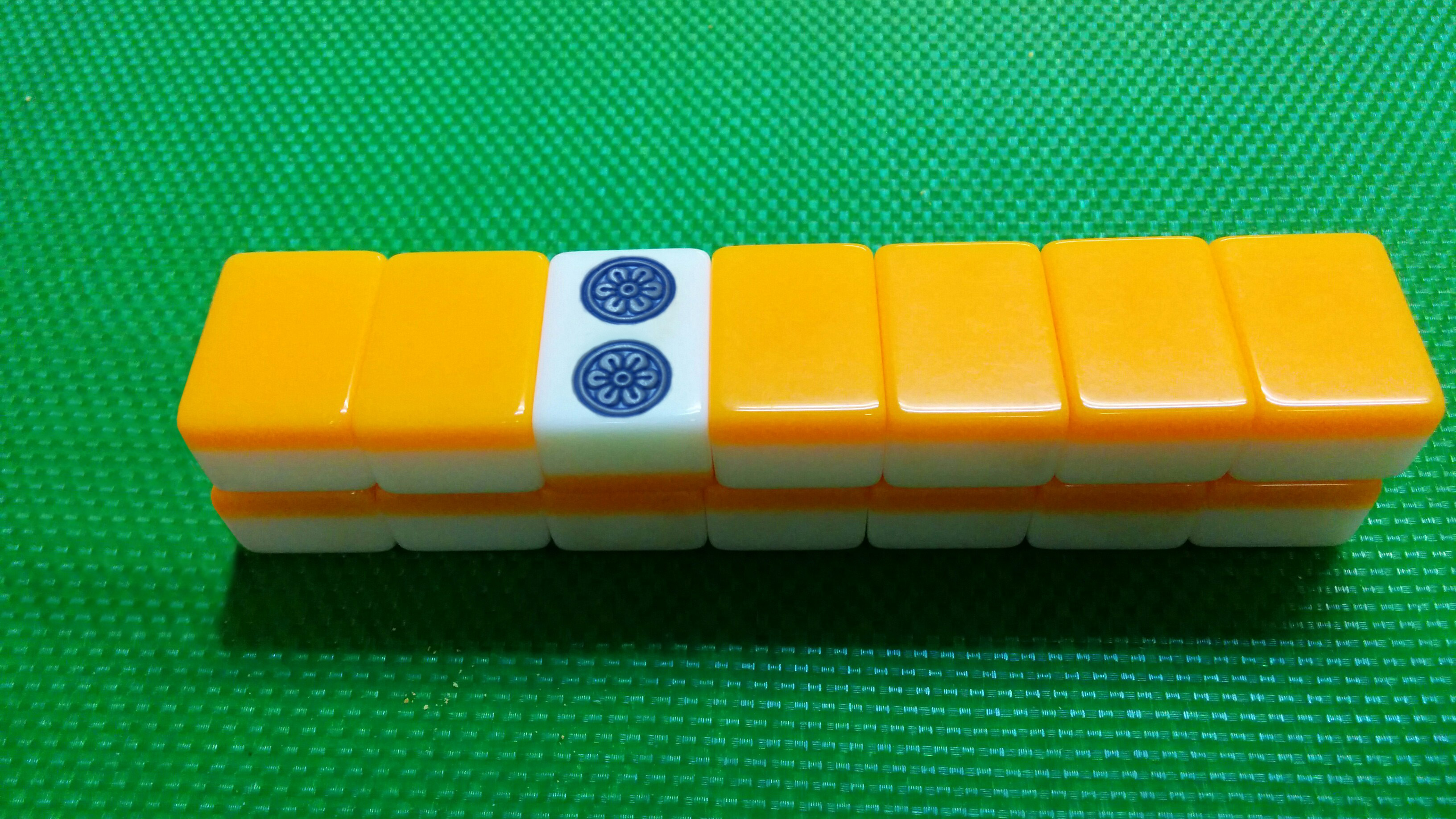
牌局開局配牌完畢後，莊家於第3墩上層翻開表懸賞牌表示牌。

悬赏牌（日语：ドラ，Dora），又称为「寶牌」、「加分牌」，是日本麻将特有的一种胡牌加分制度，可分为赤悬赏牌、表悬赏牌、裏悬赏牌、槓悬赏牌、槓裏悬赏牌共5种，其中除赤悬赏牌外其余4种皆须透过悬赏表示牌获得。
若胡牌一家手上亦有该张牌，每张多算一番，有两张加两番，以此类推。悬赏之番数不得计为「起胡番数」，意指只有懸賞牌而沒有其他役種也是不能和牌的。
在一部分的競技麻雀中，為了減少偶然性，在規則上不採用裏悬赏牌、槓悬赏牌、槓裏悬赏牌、赤悬赏牌。

## 概要

### 赤懸賞牌
赤懸賞牌又稱「赤牌」、「紅牌」，指牌上文字、圖樣皆為紅色（有些赤牌會有盲人點或鑲嵌寶石或其他文字圖案）。但也有部分地區其赤牌的圖案並不一定會使用紅色，而是使用如金色、彩色、藍色等其他顏色。
牌局中不一定會放入赤牌，如果放的話，會放入2～6張之間。主流是使用數牌五來作赤牌，但在不同地區或數位平台（網路麻將、單機麻將）有不同規則。
粗略來說，使用的赤牌於不同地區的分別如下：
- 關東地區會放一張赤五筒、一張赤五索、一張赤五萬（共三張）。目前這是設置赤牌的主流做法，好些網絡日麻遊戲也採用這做法。
- 關西地區會放兩張赤五筒，但萬子和索子不放。
- 關西關東混合式會放兩張赤五筒、一張赤五索、一張赤五萬（共四張）。
- 赤牌增量式會放赤五筒、赤五索、赤五萬各兩張（共六張）。

除了數牌五，有少數地區採用數牌三、七來當赤牌，特別是九州地區，經常都使用數牌三的赤牌。有時候，連數牌一、九，以及白板、風牌（如北風）也可以拿來做赤牌，不過並不常見。
範例：
- 數牌五的赤牌：
- 數牌三的赤牌：
- 數牌七的赤牌：
- 字牌白的赤牌：

### 懸賞表示牌與懸賞牌

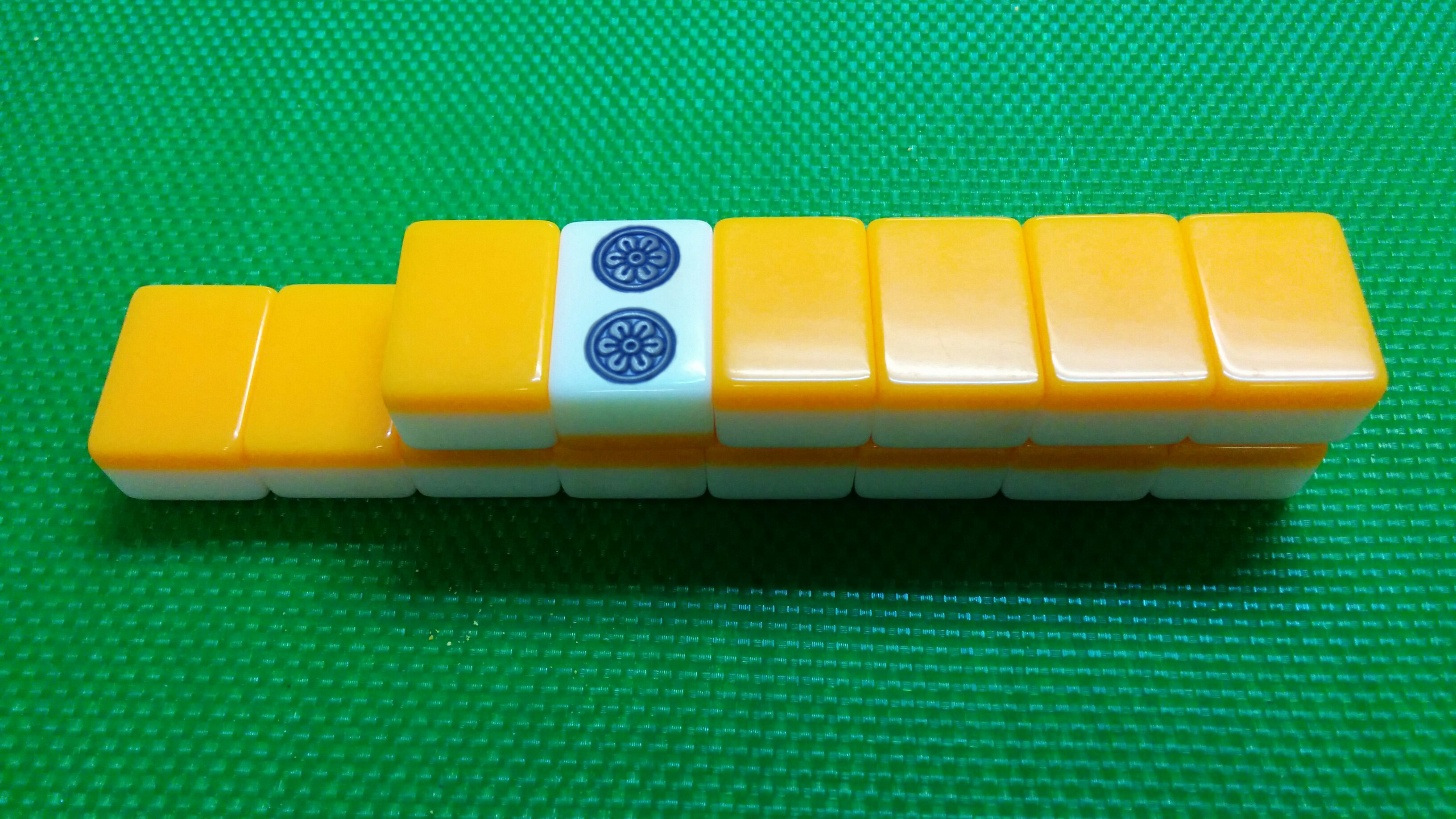
於第3墩上層翻開了表懸賞牌表示牌。部份地區的習慣，會如本圖般，把王牌區的最左側的第一張嶺上牌改放到下層最前方，可避免從牌牆摸牌時摸錯方向。

在牌墩王牌區中，第1-2墩為嶺上牌而第3-7墩為懸賞表示牌，懸賞表示牌區分上下兩層。第3墩上層為牌局開局配牌完畢後在開始前由莊家翻開稱表懸賞牌表示牌，而第4-7墩上層牌稱槓懸賞牌表示牌，由開槓者翻開，每槓牌一次翻開一枚（通常暗槓為拿取嶺上牌時即翻開，而加槓或大明槓則為捨牌後才翻開）。
在沒有立直宣告情況下和牌者，以王牌區被翻開的懸賞牌表示牌種類來決定獲得懸賞牌數量(表懸賞牌、槓懸賞牌)。
而若在立直宣告情況下和牌者，則以王牌區所被翻開的懸賞牌表示牌，以及壓在它們正下方的裏懸賞牌表示牌為其獲得的懸賞牌總數(表懸賞牌、裏懸賞牌、槓懸賞牌、槓裏懸賞牌)，即為非立直糊牌的兩倍。
懸賞表示牌的下一張牌才是懸賞牌，其對應關係如下表：
| 懸賞表示牌 | 一萬 | 二萬 | 三萬 | 四萬 | 五萬 | 六萬 | 七萬 | 八萬 | 九萬 |
| 懸賞牌     | 二萬 | 三萬 | 四萬 | 五萬 | 六萬 | 七萬 | 八萬 | 九萬 | 一萬 |
|            |      |      |      |      |      |      |      |      |      |
| 懸賞表示牌 | 一索 | 二索 | 三索 | 四索 | 五索 | 六索 | 七索 | 八索 | 九索 |
| 懸賞牌     | 二索 | 三索 | 四索 | 五索 | 六索 | 七索 | 八索 | 九索 | 一索 |
|            |      |      |      |      |      |      |      |      |      |
| 懸賞表示牌 | 一筒 | 二筒 | 三筒 | 四筒 | 五筒 | 六筒 | 七筒 | 八筒 | 九筒 |
| 懸賞牌     | 二筒 | 三筒 | 四筒 | 五筒 | 六筒 | 七筒 | 八筒 | 九筒 | 一筒 |
|            |      |      |      |      |      |      |      |      |      |
| 懸賞表示牌 | 東   | 南   | 西   | 北   |      |      |      |      |      |
| 懸賞牌     | 南   | 西   | 北   | 東   |      |      |      |      |      |
|            |      |      |      |      |      |      |      |      |      |
| 懸賞表示牌 | 白   | 發   | 中   |      |      |      |      |      |      |
| 懸賞牌     | 發   | 中   | 白   |      |      |      |      |      |      |

## 懸賞牌的理論上限數
如下圖，如果在四槓散了流局之前有人最後開槓立即放銃或者一人成立四槓子牌型單騎聽牌时會產生諸多槓寶牌，且有人以宣告立直且和牌後，則最多會有40翻（如果是使用雙懸賞規則的話則最多會有48翻，如果有使用红寶牌的話則還可能再多一兩翻）。
寶牌指示牌： 
裡寶牌指示牌： 
一人立直和牌如下。
手牌： 和
此時至少會得到立直1翻+断幺九1翻+清一色6翻+寶牌（4*4+3*4+3*4+1=41）翻=49翻，如果再加上一發、自摸、海底，或者为双立直、一发、自摸則可以累計到52翻。不過即使這样的牌最多只能算累計役满，只能得到32000點（閑家）或48000點（庄家）。
如果是青天井规则（即没有封頂值）则会得到的點數為天文數字。
（以上面的牌為例，52翻30符，青天井規則得點為30×2（52翻+2）＝540431955284459520≒5.40×1017，即约54亿亿点）